# Stomosis flava
Stomosis flava är en tvåvingeart som beskrevs av Curtis W. Sabrosky 1958. Stomosis flava ingår i släktet Stomosis och familjen sprickflugor. Inga underarter finns listade i Catalogue of Life.